# Orthochirus bastawadei
Espèce
Orthochirus bastawadei est une espèce de scorpions de la famille des Buthidae.

## Distribution
Cette espèce est endémique du Maharashtra en Inde. Elle se rencontre dans le district de Jalna.

## Description
La femelle holotype mesure 36,54 mm et le mâle paratype 31,72 mm.

## Étymologie
Cette espèce est nommée en l'honneur de Deshbhushan B. Bastawade.

## Publication originale
- Zambre, Mirza, Sanap, Upadhye & Javed, 2011 : « A new species of Orthochirus Karsch, 1892 (Scorpiones: Buthidae) from Maharashtra, India. » Euscorpius, no 107, p. 1-12 (texte intégral).